# Houtaud
 Houtaud  es una comuna y población de Francia, en la región de Franco Condado, departamento de Doubs, en el distrito y cantón de Pontarlier. 
Está integrada en la Communauté de communes du Larmont .

## Demografía[2]
| 218 | 225 | 259 | 253 | 278 | 272 | 275 | 299 | 272 | 266 | 227 | 214 | 210 | 210 | 232 | 188 | 183 | 178 | 173 | 178 | 180 | 150 | 148 | 161 | 182 | 182 | 199 | 206 | 418 | 427 | 603 | 804 | 902 |
| Para los censos de 1962 a 1999 la población legal corresponde a la población sin duplicidades (Fuente: INSEE [Consultar]) |     |     |     |     |     |     |     |     |     |     |     |     |     |     |     |     |     |     |     |     |     |     |     |     |     |     |     |     |     |     |     |     |

Forma parte de la aglomeración urbana de Pontarlier.